# Nadieżda Michałkowa
Nadieżda Nikiticzna Michałkowa (ros. Надежда Никитична Михалкова; ur. 27 września 1986 w Moskwie) – rosyjska aktorka.

## Życiorys
W wieku 8 lat zagrała Nadię Kotową w filmie wyreżyserowanym przez swojego ojca, Spaleni słońcem, w którym zagrał on także główną rolę. Obraz otrzymał nagrodę Grand Prix na Festiwalu Filmowym w Cannes oraz Oscara dla najlepszego filmu nieanglojęzycznego.
W 1999 roku Nadieżda zagrała w filmie Cyrulik syberyjski Nikity Michałkowa. W 2000 roku zagrała rolę Maszy i jej siostry bliźniaczki w filmie Prezydent i jego wnuczka Tigrana Kieosajana. W 2008 roku ukończyła dziennikarstwo w Moskiewskim Państwowym Instytucie Stosunków Międzynarodowych. W 2010 roku ponownie zagrała rolę Nadii Kotowej, tym razem jako nastolatki w filmie Spaleni słońcem 2.

## Życie prywatne
Nadieżda jest najmłodszą córką aktora i reżysera filmowego Nikity Michałkowa oraz projektantki mody Tatiany Michałkowej. Jej brat Artiom oraz siostra Anna także są aktorami.
Michałkowa wzięła ślub z reżyserem i producentem filmowym Rezo Gigineiszwilim. 21 maja 2011 roku urodziła córkę.

## Wybrana filmografia
- 1994: Spaleni słońcem jako Nadia Kotowa
- 1999: Cyrulik syberyjski
- 2000: Prezydent i jego wnuczka jako Masza i jej siostra bliźniaczka
- 2010: Spaleni słońcem 2 jako Nadia Kotowa